# Ch’ŏllima-70
Ch’ŏllima-70 (także Chonlima 70) –  dwuosiowy trolejbus produkowany dawniej przez Pyongyang Trolleybus Works. Powstał w oparciu o czechosłowackie autobusy Škoda 706 RTO.
Trolejbusy zaprezentowane Kim Ir Senowi wciąż służyły pasażerom w 2015 r.

## Konstrukcja
Konstrukcja trolejbusu Ch’ŏllima-70 wywodzi się z autobusu Škoda 706 RTO. Jest to więc dwuosiowy trolejbus wysokopodłogowy z jedną osią napędową i jedna toczną. Po prawej stronie nadwozia umieszczono dwoje czteroczęściowych drzwi harmonijkowych. W miejscu silnika spalinowego zainstalowano silnik elektryczny o mocy 95 kW.